# Lista de campeãs femininas da WWE

Atual campeã, Tiffany Stratton.

WWE Women's Championship (em português: Campeonato Feminino da WWE) é um campeonato mundial feminino de luta livre profissional criado e promovido pela promoção americana de luta livre profissional WWE na marca SmackDown. Foi introduzido como o Campeonato Feminino da WWE em 3 de abril de 2016, na WrestleMania 32 para substituir o Campeonato da Divas da WWE e tem uma história de título única separada do Campeonato Feminino da WWE original. Como resultado do draft de 2016 da WWE, o campeonato tornou-se exclusivo do Raw com uma renomeação subsequente e o SmackDown criou o Campeonato Feminino do SmackDown como um título equivalente. Como resultado do Draft da WWE de 2023, os campeonatos trocaram de marcas. Em junho de 2023, o Campeonato Feminino do Raw voltou ao seu nome original de Campeonato Feminino da WWE, enquanto o Campeonato Feminino do SmackDown passou a ser o Campeonato Mundial Feminino.
O campeonato geralmente é disputado em lutas de luta livre profissional, nas quais os participantes executam finalizações roteirizadas em vez de disputar uma competição direta. A atual campeã é Tiffany Stratton, que está em seu primeiro reinado. Ela conquistou o título ao derrotar Nia Jax na luta de cash-in do Money in the Bank no episódio do SmackDown em Phoenix, Arizona, em 3 de janeiro de 2025.
Até 26 de julho de 2025, foram 30 reinados entre 13 campeãs. A primeira campeã foi Charlotte, que conquistou o título na WrestleMania 32. Ela também possui o maior número de reinados, com seis. A campeã com o reinado individual mais longo é Bianca Belair, com um reinado de 420 dias, enquanto o recorde de maior reinado combinado é de Becky Lynch, com 560 dias. Duas mulheres na história detêm o campeonato por um reinado contínuo de um ano (365 dias) ou mais: Becky Lynch e Bianca Belair. Asuka é a campeã mais velha aos 38 anos, enquanto Sasha Banks é a mais jovem, tendo conquistado o título aos 24 anos e 181 dias.

## Histórico do título

### Nomes
| Nome                              | Anos                                                                     |
| --------------------------------- | ------------------------------------------------------------------------ |
| Campeonato Feminino da WWE        | 3 de abril de 2016 – 4 de setembro de 2016 9 de junho de 2023 – presente |
| Campeonato Feminino do Raw da WWE | 5 de setembro de 2016 – 9 de junho de 2023                               |

### Reinados
| No.         | Ordem de reinados na história                         |
| Reinado     | O número de reinados de cada lutadora                 |
| Dias        | Número de dias retidos                                |
| Dias recon. | Número de dias retidos reconhecidos pela promoção     |
| †           | Mudança de campeonato não é reconhecida pela promoção |
| <1          | O reinado durou menos de um dia                       |
| +           | Indica o reinado atual.                               |

| No.            | Campeãs          | Mudança de Campeonato   | Mudança de Campeonato      | Mudança de Campeonato  | Estatísticas do Reinado | Estatísticas do Reinado | Estatísticas do Reinado | Notas | Ref.          |
| No.            | Campeãs          | Data                    | Evento                     | Localização            | Reinado                 | Dias                    | Dias recon.             | Notas | Ref.          |
| -------------- | ---------------- | ----------------------- | -------------------------- | ---------------------- | ----------------------- | ----------------------- | ----------------------- | --- | ------------- |
| WWE            |                  |                         |                            |                        |                         |                         |                         | |               |
| 1              | Charlotte        | 3 de abril de 2016      | WrestleMania 32            | Arlington, TX          | 1                       | 113                     | 113                     | No pré-show do WrestleMania 32, o título foi estabelecido como Campeonato Feminino da WWE para substituir o Campeonato Feminino das Divas, que originalmente seria defendido nesta luta. Charlotte, que era a atual campeã das Divas, derrotou Becky Lynch e Sasha Banks em uma luta triple threat para se tornar a campeã inaugural, aposentando posteriormente o Campeonato das Divas. O título tornou-se exclusivo da marca Raw após o Draft da WWE de 2016 em julho. | [ 2 ]         |
| WWE: Raw       |                  |                         |                            |                        |                         |                         |                         | |               |
| 2              | Sasha Banks      | 25 de julho de 2016     | Raw                        | Pittsburgh, PA         | 1                       | 27                      | 26                      | | [ 3 ]         |
| 3              | Charlotte        | 21 de agosto de 2016    | SummerSlam                 | Brooklyn, NY           | 2                       | 43                      | 43                      | O título foi renomeado como Campeonato Feminino do Raw em 5 de setembro de 2016, após a criação do Campeonato Feminino do SmackDown para a marca SmackDown. | [ 4 ]         |
| 4              | Sasha Banks      | 3 de outubro de 2016    | Raw                        | Los Angeles, CA        | 2                       | 27                      | 27                      | | [ 5 ]         |
| 5              | Charlotte Flair  | 30 de outubro de 2016   | Hell in a Cell             | Boston, MA             | 3                       | 29                      | 29                      | Esta foi a primeira luta Hell in a Cell feminina e a primeira vez que as mulheres participaram do evento principal de um pay-per-view da WWE. Durante seu reinado, o nome do anel de Charlotte foi alongado para Charlotte Flair. | [ 6 ]         |
| 6              | Sasha Banks      | 28 de novembro de 2016  | Raw                        | Charlotte, NC          | 3                       | 20                      | 19                      | Esta foi uma luta falls count anywhere | [ 7 ]         |
| 7              | Charlotte Flair  | 18 de dezembro de 2016  | Roadblock: End of the Line | Pittsburgh, PA         | 4                       | 57                      | 57                      | Esta foi uma luta iron women de 30 minutos, que Flair venceu por 3–2 na prorrogação de morte súbita. | [ 8 ]         |
| 8              | Bayley           | 13 de fevereiro de 2017 | Raw                        | Las Vegas, NV          | 1                       | 76                      | 75                      | | [ 9 ]         |
| 9              | Alexa Bliss      | 30 de abril de 2017     | Payback                    | San Jose, CA           | 1                       | 112                     | 111                     | | [ 10 ]        |
| 10             | Sasha Banks      | 20 de agosto de 2017    | SummerSlam                 | Brooklyn, NY           | 4                       | 8                       | 8                       | | [ 11 ]        |
| 11             | Alexa Bliss      | 28 de agosto de 2017    | Raw                        | Memphis, TN            | 2                       | 223                     | 222                     | | [ 12 ]        |
| 12             | Nia Jax          | 8 de abril de 2018      | WrestleMania 34            | Nova Orleans, LA       | 1                       | 70                      | 70                      | | [ 13 ]        |
| 13             | Alexa Bliss      | 17 de junho de 2018     | Money in the Bank          | Rosemont, IL           | 3                       | 63                      | 63                      | Esta foi a luta de cash-in do Money in the Bank de Bliss. | [ 14 ]        |
| 14             | Ronda Rousey     | 19 de agosto de 2018    | SummerSlam                 | Brooklyn, NY           | 1                       | 232                     | 231                     | | [ 15 ]        |
| 15             | Becky Lynch      | 8 de abril de 2019      | WrestleMania 35            | East Rutherford, NJ    | 1                       | 373                     | 398                     | Esta foi uma luta triple threat vencedor leva tudo pelo Campeonato Feminino do Raw e o Campeonato Feminino do SmackDown, também envolvendo Charlotte Flair, que defendeu o Campeonato Feminino do SmackDown. Lynch derrotou Rousey para ganhar os dois títulos. A WWE reconhece que o reinado de Lynch terminou em 10 de maio de 2020 devido ao atraso na fita. | [ 16 ]        |
| 16             | Asuka            | 15 de abril de 2020     | Money in the Bank          | Stamford, CT           | 1                       | 96                      | 78                      | Derrotou Carmella, Dana Brooke, Lacey Evans, Nia Jax e Shayna Baszler na luta feminina Money in the Bank. A pasta Money in the Bank originalmente deveria conter um contrato garantido de luta pelo campeonato, mas no episódio do Raw de 11 de maio de 2020, Becky Lynch anunciou que, por estar grávida, ela havia perdido o cinturão antes da luta escada e foi colocado na pasta com o vencedor recebendo o título. A WWE reconhece o reinado de Asuka como começando em 10 de maio de 2020 (quando a luta Money in the Bank foi ao ar com atraso de fita) e terminando em 27 de julho de 2020 (também com atraso de fita). | [ 17 ] [ 18 ] |
| 17             | Sasha Banks      | 20 de julho de 2020     | Raw                        | Orlando, FL            | 5                       | 34                      | 27                      | Além de pinfall ou finalização, o título também pode mudar de mãos por contagem ou desqualificação; Banks venceu por contagem. A WWE reconhece o reinado de Banks como começando em 27 de julho de 2020, quando a luta foi ao ar com atraso de fita. | [ 19 ]        |
| 18             | Asuka            | 23 de agosto de 2020    | SummerSlam                 | Orlando, FL            | 2                       | 231                     | 231                     | | [ 20 ]        |
| 19             | Rhea Ripley      | 11 de abril de 2021     | Noite 2: WrestleMania 37   | Tampa, FL              | 1                       | 98                      | 97                      | | [ 21 ]        |
| 20             | Charlotte Flair  | 18 de julho de 2021     | Money in the Bank          | Fort Worth, TX         | 5                       | 1                       | 1                       | | [ 22 ]        |
| 21             | Nikki A.S.H.     | 19 de abril de 2011     | Raw                        | Dallas, TX             | 1                       | 33                      | 33                      | Esta foi a luta de cash-in do Money in the Bank de Nikki. | [ 23 ]        |
| 22             | Charlotte Flair  | 21 de agosto de 2021    | SummerSlam                 | Paradise, NV           | 6                       | 62                      | 62                      | Esta foi uma luta de ameaça tripla também envolvendo Rhea Ripley. | [ 24 ]        |
| 23             | Becky Lynch      | 22 de outubro de 2021   | SmackDown                  | Wichita, KS            | 2                       | 162                     | 162                     | Como resultado do Draft da WWE de 2021, a então Campeã Feminina do SmackDown, Becky Lynch, foi convocada para o Raw, enquanto Charlotte Flair foi convocada para o SmackDown. Para manter os títulos em suas respectivas marcas, a oficial da WWE, Sonya Deville, trocou os dois campeonatos femininos. | [ 25 ]        |
| 24             | Bianca Belair    | 2 de abril de 2022      | WrestleMania 38 Noite 1    | Arlington, TX          | 1                       | 420                     | 420                     | | [ 26 ]        |
| WWE: SmackDown |                  |                         |                            |                        |                         |                         |                         | |               |
| 25             | Asuka            | 27 de maio de 2023      | Night of Champions         | Jeddah, Arábia Saudita | 3                       | 70                      | 70                      | O nome do título voltou a ser Campeonato Feminino da WWE em 9 de junho de 2023. | [ 27 ]        |
| 26             | Bianca Belair    | 5 de agosto de 2023     | SummerSlam                 | Detroit, MI            | 2                       | <1                      | <1                      | Esta foi uma luta triple threat, também envolvendo Charlotte Flair. | [ 28 ]        |
| 27             | Iyo Sky          | 5 de agosto de 2023     | SummerSlam                 | Detroit, MI            | 1                       | 246                     | 245                     | Sky usou seu contrato Money in the Bank para enfrentar Belair. | [ 28 ]        |
| 28             | Bayley           | 7 de abril de 2024      | WrestleMania XL Noite 2    | Filadélfia, PA         | 2                       | 118                     | 117                     | | [ 29 ]        |
| 29             | Nia Jax          | 3 de agosto de 2024     | SummerSlam                 | Cleveland, OH          | 2                       | 153                     | 153                     | | [ 30 ]        |
| 30             | Tiffany Stratton | 3 de janeiro de 2025    | SmackDown                  | Phoenix, AZ            | 1                       | 204+                    | 204+                    | Esta foi a luta de cash-in do Money in the Bank de Stratton. | [ 31 ]        |

## Reinados combinados
Em 26 de julho de 2025.
| † | Indica a atual campeã. |

| Pos. | Lutadora           | Nº de reinados | Dias combinados | Dias combinados contados pela WWE |
| ---- | ------------------ | -------------- | --------------- | --------------------------------- |
| 1    | Becky Lynch        | 2              | 535             | 559                               |
| 2    | Bianca Belair      | 2              | 420             | 419                               |
| 3    | Alexa Bliss        | 3              | 398             | 396                               |
| 4    | Asuka              | 3              | 397             | 379                               |
| 5    | Charlotte Flair    | 6              | 305             | 305                               |
| 6    | Iyo Sky            | 1              | 246             | 245                               |
| 7    | Ronda Rousey       | 1              | 232             | 231                               |
| 8    | Nia Jax            | 2              | 223             | 223                               |
| 9    | Tiffany Stratton † | 1              | 204+            | 204+                              |
| 10   | Bayley             | 2              | 194             | 192                               |
| 11   | Sasha Banks        | 5              | 116             | 106                               |
| 12   | Rhea Ripley        | 1              | 98              | 97                                |
| 13   | Nikki A.S.H        | 1              | 33              | 32                                |